# Titan (supercalculateur)
Pour les articles homonymes, voir Titan.
Ne doit pas être confondu avec Titan (ordinateur).
Titan est un superordinateur construit par Cray pour le Laboratoire national d'Oak Ridge dans le Tennessee. À partir de 2013, il effectue des calculs pour des projets scientifiques. Il s'agit en fait d'une mise à jour du système Jaguar installé à Oak Ridge, notamment par l'installation d'accélérateurs GPU Tesla K20X de Nvidia.
Il affiche une puissance de calcul de 17,59 PFLOPS. En novembre 2012, il est ainsi le supercalculateur le plus puissant au monde, devançant Sequoia. Titan est aussi classé 3e sur le Green 500, grâce à une architecture hybride CPU/GPU ; sa performance par watt vaut environ 2,1 GFLOPS/W.

## Caractéristiques
- Titan utilise une architecture hybride à base de 18 688 processeurs AMD Opteron 6274, 16 cœurs à 2,2 GHz, et de 18 688 accélérateurs GPU Nvidia Tesla K20X[1],[3].
- Il est capable d'atteindre 27 PFLOPS en performance de pointe.
- Sa mémoire vive est de 710 TB[3] (598 TB CPU et 112 TB GPU).
- Système d'exploitation : Cray Linux Environment (CLE).
- Puissance électrique : 8,2 MW.
- Coût : 97 millions de dollars.